# Capo Linguetta
Capo Linguetta (in albanese Kepi i Gjuhezes, in greco Γλώσσα Αυλώνος, Glṓssa Avlṓnos, "Capo Lingua") è la parte estrema della penisola di Karaburun, promontorio dell'Albania situato nel punto più stretto del canale d'Otranto. Dista 72 km dal Capo d'Otranto e funge da delimitazione tra Mare Adriatico e Mar Ionio. Costituisce una efficace protezione della zona portuale di Valona, in tutto simile ad un enorme molo.

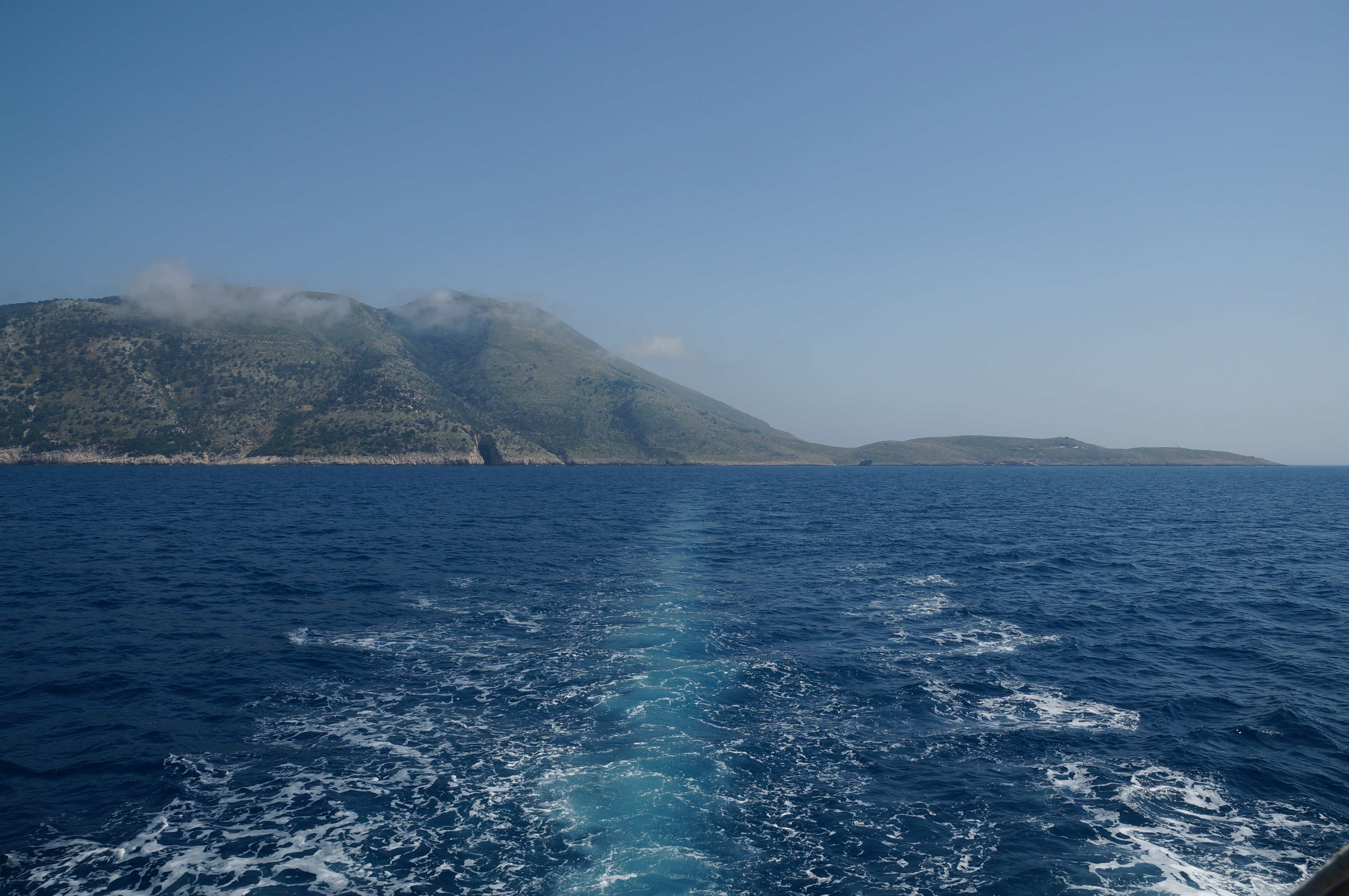
Il Capo Linguetta dal Nord

Capo Linguetta costituisce l'ultima propaggine dei Monti Acrocerauni e chiude da sud la baia di Valona. A nordovest del capo si trova la solitaria isola di Saseno.
Il capo è anche noto col nome di Capo Glossa, con cui condivide la medesima etimologia (in greco, glossa = "lingua").